# شعبية

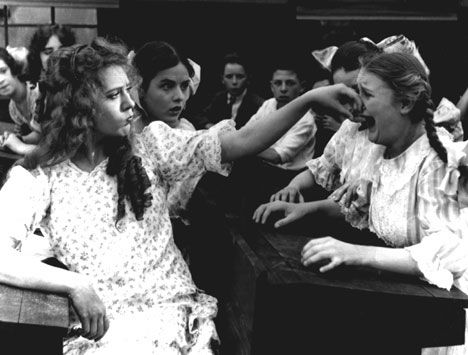

شعبية: هي مصدر اصطناعي وصفة لتأنيث والتذكير حسب الأحوال..على النحو التالي:
- أولا: كمصدر اصطناعي  ينصرف إلى مصطلحات ومعاني كثيرة وتختلف دلالاته وفقا للعلم الذي يراه بتعريف مختلف عن الآخر

ولهذا فان هذا المصطلح موجود في علوم كثيرة على سبيل المثال لا الحصر:
يوجد مصطلح شعبية في علمي السياسة والقانون، كما يوجد في علمي الاجتماع والانثروبولوجيا.
- ثانيا: صفة شعبي /شعبية: هي خصائص كل الأشياء الخاصة بالشعب وليس المقصود منها معنى دارج الإنجليزية popular بل هي تتطابق مع كلمة folksyالانجليزية فالأخيرة قريبة الدلالة، حيث تطلق شعبية باعتبارها نعت (صفة) مذكر أو مؤنث لموصوف: مثل ثورة شعبية، حياة شعبية، وحي شعبي، وتأييد شعبي، وغضب شعبي، ومظاهرات شعبية....[1][2][3] وترتبط هذه الكلمة أيا كان مدلولها بعنصر الشعب في المجتمع عموما.
  - وقد كان غوته (الألماني)Goethe قد وضع كلمة (شعبية) وأراد التعبير بها عن الشعب كشخصية موحدة، تعيش خصائصها في كل فرد من أفراد الشعب.
  - ويعرف هابرلاندت شعبية: بانها الجوهر الكامن في كل فرد من أفراد الشعب".
  - وأشهر هذه الإطلاقات التي ارتبطت بكلمة شعبية «مفهوم العادات الشعبية» فهي العادات الخاصة بالشعب من حيث التجمع السكاني الجغرافي في بيئة معينة والمتوحد في ثقافته.

فالعادات الشعبية: هي أساليب الشعب وعاداته بمعنى القواعد المستترة للسلوك، التي يؤدي خرقها إلى الصدام مع مايتوقعه رأي الجماعة (الرأي المشترك)
- وقد كان وليام جراهام سمنر أول من قدم المفهوم في عام 1906 وهو يؤكد ان العادات الشعبية هي قوى أساسية في داخل المجتمع تنمو لا شعوريا وكذلك تتقبلها الجماعة لاشعوريا. وهي تتضمن اتجاها معينا في التفكير والسلوك، فهي باختصار: جزاءات أخلاقية.

وحينما تصعد هذه الجزاءات إلى مستوى الشعور نجد سمنر يطلق عليها اسم السنن الأخلاقية.
و وفقا لتعريف سمنر لـ «السنن» فإنها أنماط سلوكية أو عادات شعبية تتميز بوعي الناس بجزائها الأخلاقي، مما يضفي عليها قوة القانون، ولكن دون أن تكون قانونا. وقد وضع سمنر هذا المصطلح في كتابه الأشهر «العادات الشعبية».
ولقد قدم سمنر مساهمة كبيرة في فكرة النسبية الثقافية بتوضيحه هذه المفاهيم الخاصة بالعادات الشعبية، وهو يلفت الانتباه في الوقت نفسه إلى الأساس العاطفي للثقافة.
- ويعد كريستيانسن، وهو أحد علماء الفلكلور الأوربيين " مصطلح العادات الشعبية هو الآن - أو كان - مصطلحا أمريكيا معبرا؛ حيث يبرز الأساليب التي يتبعها الأميون من سكان الريف في معيشتهم طبقا للمعايير والأفكار التقليدية، كما يبرز كيف استطاعوا الحفاظ على سلطة راسخة في المجتمع المحلي الذي لم تستطع ان تنفذ اليه المؤثرات الخارجية الصادرة من ثقافة المدينة إلّا ببطء